# Ofensiva da Catalunha
A Ofensiva da Catalunha (Catalão: Ofensiva de Catalunya, Espanhol: Ofensiva de Cataluña) fez parte da Guerra Civil Espanhola. O Exército Nacionalista iniciou a ofensiva em 23 de dezembro de 1938 e rapidamente conquistou a Catalunha, mantida pelos Republicanos, com Barcelona (a capital da República desde Outubro de 1937). Barcelona foi capturada em 26 de janeiro de 1939. O governo Republicano dirigiu-se para a fronteira Francesa. Milhares de pessoas fugindo dos Nacionalistas também cruzaram a fronteira no mês seguinte, para serem colocadas em campos de internamento. Franco fechou a fronteira com a França em 10 de fevereiro de 1939.

## Antecedentes
Após a sua derrota na Batalha do Ebro, o Exército Republicano foi quebrado e nunca se recuperaria. Os Republicanos perderam a maior parte do seu armamento e unidades experientes. Além disso, em Outubro de 1938, o governo Republicano concordou em retirar os voluntários das Brigadas Internacionais. Por outro lado, os Nacionalistas receberam novos fornecimentos de munições, armas e aeronaves da Alemanha. Além disso, após o Acordo de Munique, a esperança de uma intervenção das democracias ocidentais para ajudar a República contra a Alemanha e a Itália desapareceu. A França havia fechado a fronteira novamente em meados de Junho de 1938 e congelado ativos financeiros republicanos em bancos Franceses.

## Forças opostas

### Nacionalistas
No início de dezembro, a fação rebelde concentrou um Grupo de exércitos, o Exército do Norte, com 300 000–340 000 homens liderados pelo general Fidel Dávila para conquistar a Catalunha. Os Nacionalistas reuniram as suas melhores divisões ao longo da frente desde os Pirenéus até ao mar Mediterrâneo. Ao longo do Segre, os Nacionalistas desdobraram o Exército de Urgel, de Muñoz Grandes, o Exército de Maestrazgo, de García Valiño, e o Exército de Aragão, de Moscardo; na confluência do Segre com o Ebro o italiano Cuerpo Legionario Italiano de Gambara de quatro divisões (55 000 homens) e o Corpo de Exército de Solchaga de Navarra; e no Ebro, o Corpo Marroquino de Yagüe. Os Nacionalistas também tinham, segundo Beevor, 300 tanques, mais de 500 aviões (entre eles os caças Bf 109E e Heinkel 112) e 1 400 canhões.

### Republicanos
Opondo-se aos Nacionalistas, os Republicanos dispunham do Exército do Coronel Perea e do Exército do Ebro, do Coronel Juan Modesto, sob o comando do General Juan Hernández Saravia, comandante do Grupo de Exércitos da Região Oriental, com 220 000–300 000 homens, muitos desarmados (Hernandez Saravia disse que o exército Republicano tinha apenas 17 000 rifles para toda a Catalunha), 106 aviões (a maioria deles Chaikas), 250 canhões e 40 tanques (muitos deles fora de serviço devido à falta de peças sobressalentes). O governo Soviético concordou em enviar para a Catalunha um carregamento de 250 aviões, 250 tanques e 650 canhões, mas o carregamento não chegou a Bordéus até 15 de janeiro e apenas uma pequena parte cruzou a fronteira. Além disso, por causa do isolamento internacional da República e da falta de comida (segundo Beevor, em Barcelona, a ração por dia baixou para 100 gramas de lentilhas) o moral das tropas do governo e da população civil na zona republicana estava muito baixo. As pessoas só queriam o fim da guerra: "... deixe acabar, não importa como termine, mas que acabe agora".

## Batalha

### Ofensiva Nacionalista
A ofensiva Nacionalista foi planeada para 10 de dezembro, mas foi adiada para 23 de dezembro. No dia 23 de dezembro, os Italianos e os Navarros atravessaram o Segre em Mequinenza, romperam as linhas Republicanas e avançaram dezesseis quilômetros, mas foram travados pelo V e XV corpos Republicanos liderados por Líster em 25 de dezembro. No flanco esquerdo, Muñoz Grandes e Garcia Valiño avançaram para Cervera e Artesa, mas foram bloqueados pela 26ª Divisão Republicana. No sul, as tropas de Yagüe foram retidas pela enchente do Ebro. Os Republicanos pararam o primeiro ataque nacionalista; no entanto, eles perderam 40 aviões nos primeiros dez dias da batalha.
Em 3 de janeiro, Solchaga atacou Les Borges Blanques, Muñoz Grandes e Garcia Valiño ocuparam o Artesa, e Yagüe cruzou o Ebro. Moscardo atacado a partir de Lérida e os Italianos ocuparam Les Borges Blanques em 5 de Janeiro. No mesmo dia, o exército Republicano começou um ataque surpresa na Extremadura em direção a Peñarroya, a fim de desviar as forças Nacionalistas, mas a ofensiva foi interrompida depois de alguns dias e a ofensiva Nacionalista na Catalunha continuou. Em 9 de janeiro, o Corpo do Exército Aragão de Moscardo juntou-se a Gambara em Mollerusa e rompeu a parte norte da frente. O V e o XV Corpo Republicano entraram em colapso e recuaram em desordem. Em 15 de janeiro, o Corpo de Aragão e de Maestrazgo conquistou Cervera e o Corpo de Marroquinos após uma marcha de 50 km ocupou Tarragona. Até esse dia, os Nacionalistas tinham conquistaram um terço da Catalunha, levado 23 000 prisioneiros e morto 5 000 soldados Republicanos.

### Queda de Barcelona
O governo Republicano então tentou organizar uma defesa de Barcelona, ordenando a mobilização geral de todos os homens até quarenta e cinco anos e militarizou toda a indústria. No entanto, as sucessivas linhas defensivas (L1, L2, L3) caíram, as forças Republicanas foram superadas em seis para um e a força aérea Nacionalista bombardeou Barcelona todos os dias (40 vezes entre 21 e 25 de janeiro). Ficou claro que a defesa da cidade era impossível. Em 22 de janeiro, Solchaga e Yagüe chegaram ao Llobregat a poucos quilómetros a oeste de Barcelona, Muñoz Grandes e Garcia Valiño atacaram Sabadell e Terrassa, e Gambara avançou para Badalona. O chefe do Estado-Maior do Exército Republicano, Rojo, disse ao primeiro-ministro Republicano Negrín que a frente tinha deixado de existir e o governo abandonou Barcelona depois de libertar a maioria de seus prisioneiros. Uma grande parte da população de Barcelona também fugiu da cidade. Em 24 de janeiro, Garcia Valiño ocupou Manresa, e em 25 de janeiro a vanguarda Nacionalista ocupou o Tibidabo nos arredores de Barcelona. Os Nacionalistas finalmente ocuparam Barcelona em 26 de janeiro e houve cinco dias de saques pelos Regulares de Yagüe e assassinatos extrajudiciais (paseos).

### Retirada
Após a ocupação de Barcelona, as tropas Nacionalistas, cansadas das longas marchas, desaceleraram o seu avanço, mas logo retomaram a sua ofensiva, perseguindo as colunas em retirada de soldados e civis Republicanos. Em 1 de fevereiro, Negrín propôs, na última reunião das Cortes do Castelo de Sant Ferran em Figueres, a capitulação com a única condição de respeitar as vidas dos vencidos e a realização de um plebiscito para que o povo Espanhol pudesse decidir a forma de governo, mas Franco não aceitou. Em 2 de fevereiro, os Nacionalistas entraram em Girona, chegando a 50 quilómetros da fronteira em 3 de fevereiro, ocuparam Figueres em 8 de fevereiro e Rojo ordenou que as tropas Republicanas se retirassem para a fronteira Francesa. Centenas de milhares de soldados Republicanos, mulheres, crianças e homens idosos marcharam para a fronteira Francesa a pé e em carretas, autocarros e camiões através de granizo e neve amargamente frios. A sua retirada foi coberta por unidades do Exército Republicano, que realizaram ataques e emboscadas. A força aérea Nacionalista e a Legião Condor bombardearam e metralharam as estradas que levavam à França. Em 28 de janeiro, o governo Francês anunciou que os civis poderiam cruzar a fronteira e, em 5 de fevereiro, os soldados Republicanos também. Entre 400 000 e 500 000, refugiados Republicanos atravessaram a fronteira, entre eles o presidente da República (Manuel Azaña), o primeiro ministro (Juan Negrín) e o chefe de gabinete do Exército Republicano (Vicente Rojo), bem como o presidente da Catalunha (Lluís Companys) e os membros do Governo Catalão. Negrín retornou à Espanha em 9 de fevereiro, mas Azaña e Rojo recusaram-se a voltar. Em 9 de fevereiro, os Nacionalistas chegaram à fronteira, e no dia seguinte as últimas unidades do Exército do Ebro de Modesto cruzaram para a França e os Nacionalistas selaram a fronteira.

## Rescaldo

### Consequências militares e políticas

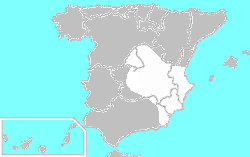
A Espanha depois da conclusão da Ofensiva da Catalunha. A Espanha Nacionalista está em cinzento e a Espanha Republicana está em branco.

Com a queda da Catalunha, a República perdeu a segunda maior cidade do país, a indústria de guerra Catalã e uma grande parte do seu exército (mais de 200 000 soldados). Em 27 de fevereiro, Azaña renunciou e no mesmo dia a França e o Reino Unido reconheceram o governo Franquista. Mais resistência militar tornou-se impossível e a guerra foi perdida para a República, apesar de 30% da Espanha ainda estar sob controle Republicano após a ofensiva e o Primeiro-Ministro Juan Negrín insistiu que a República poderia continuar resistindo.
A autonomia da Catalunha foi abolida. A língua Catalã, os nomes cristãos Sardana e Catalão foram proibidos. Todos os jornais Catalães foram requisitados e os livros proibidos retirados e queimados. Até mesmo as inscrições nos túmulos do Cemitério de Montjuïc, que comemoravam Durruti, Ascaso e Ferrer i Guàrdia, foram removidas.

### Destino dos refugiados Republicanos
Os exilados Republicanos foram internados em quinze campos improvisados (principalmente cercados de arame farpado na areia, sem abrigo básico, instalações sanitárias ou de cozinha) pelo governo Francês em lugares como Argéles, Gurs, Rivesaltes e Vernet. As condições de vida nos campos foram muito duras: nos primeiros seis meses, 14 672 refugiados morreram de desnutrição ou disenteria. O governo Francês encorajou os refugiados a retornar e, no final de 1939, entre 70 000 e 180.000 refugiados retornaram à Espanha. No entanto, 300 000 nunca voltaram. Muitos procuraram asilo em outros países: a União Soviética (entre 3 000 e 5 000), EUA e Canadá (cerca de 1 000), Grã-Bretanha, Bélgica e outros países europeus (entre 3 000 e 5 000) e América Latina (30 000 para o México, 10 000 para a Argentina, 5 000 para a Venezuela, 5 000 para a República Dominicana, 3 500 para o Chile, etc.).  No entanto, pelo menos 140 000 refugiados permaneceram na França, enquanto 19 000 foram para as colónias Francesas do Norte da África. Após a queda da França, 10 000 –15 000 refugiados foram detidos pelos Nazis e deportados para campos de concentração. Outros 10 000 ingressaram na Resistência Francesa e mais de 2 000 juntaram-se às Forças Francesas Livres.